# حاجی علی

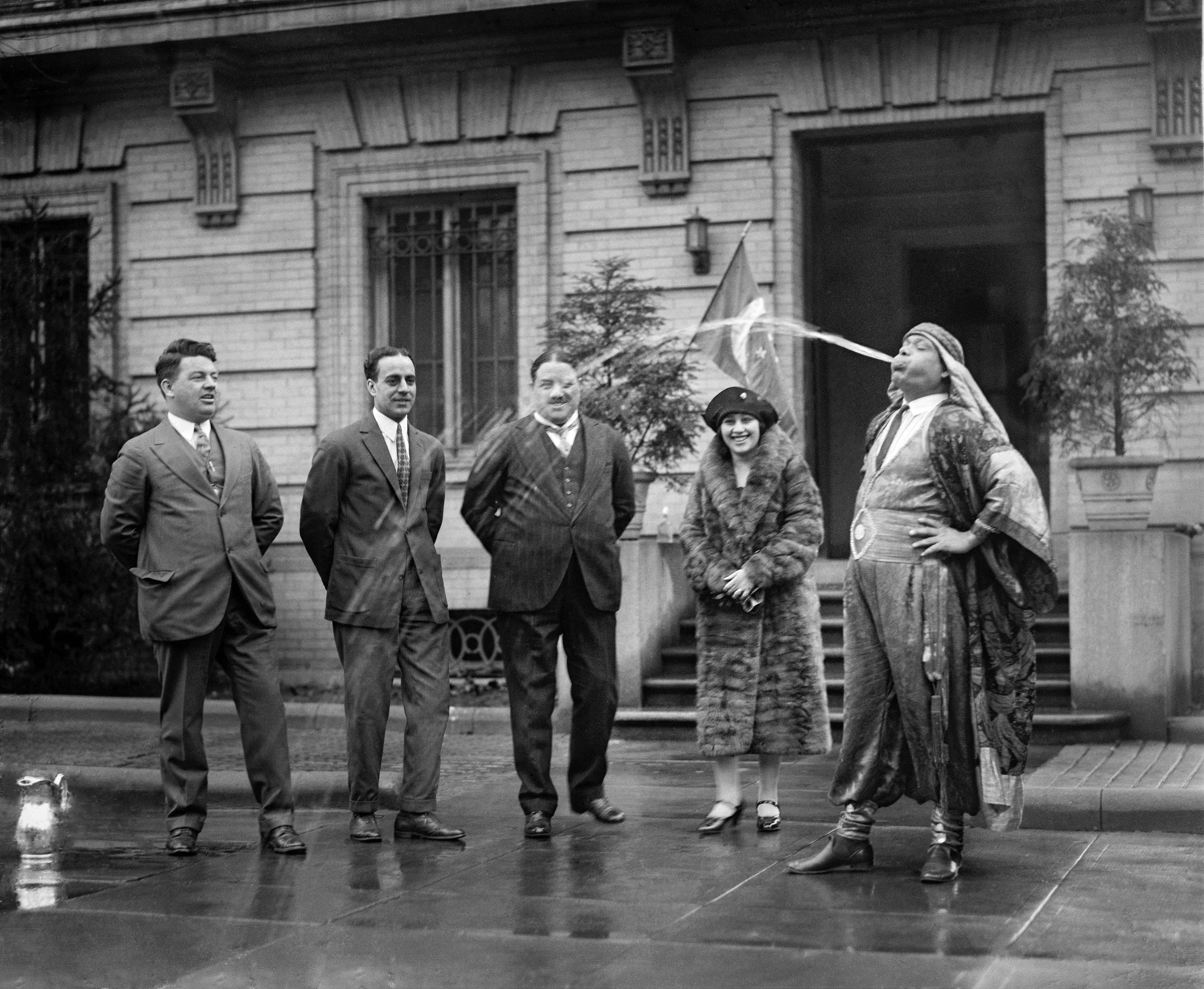
حاجی علی در حال اجرای نمایش

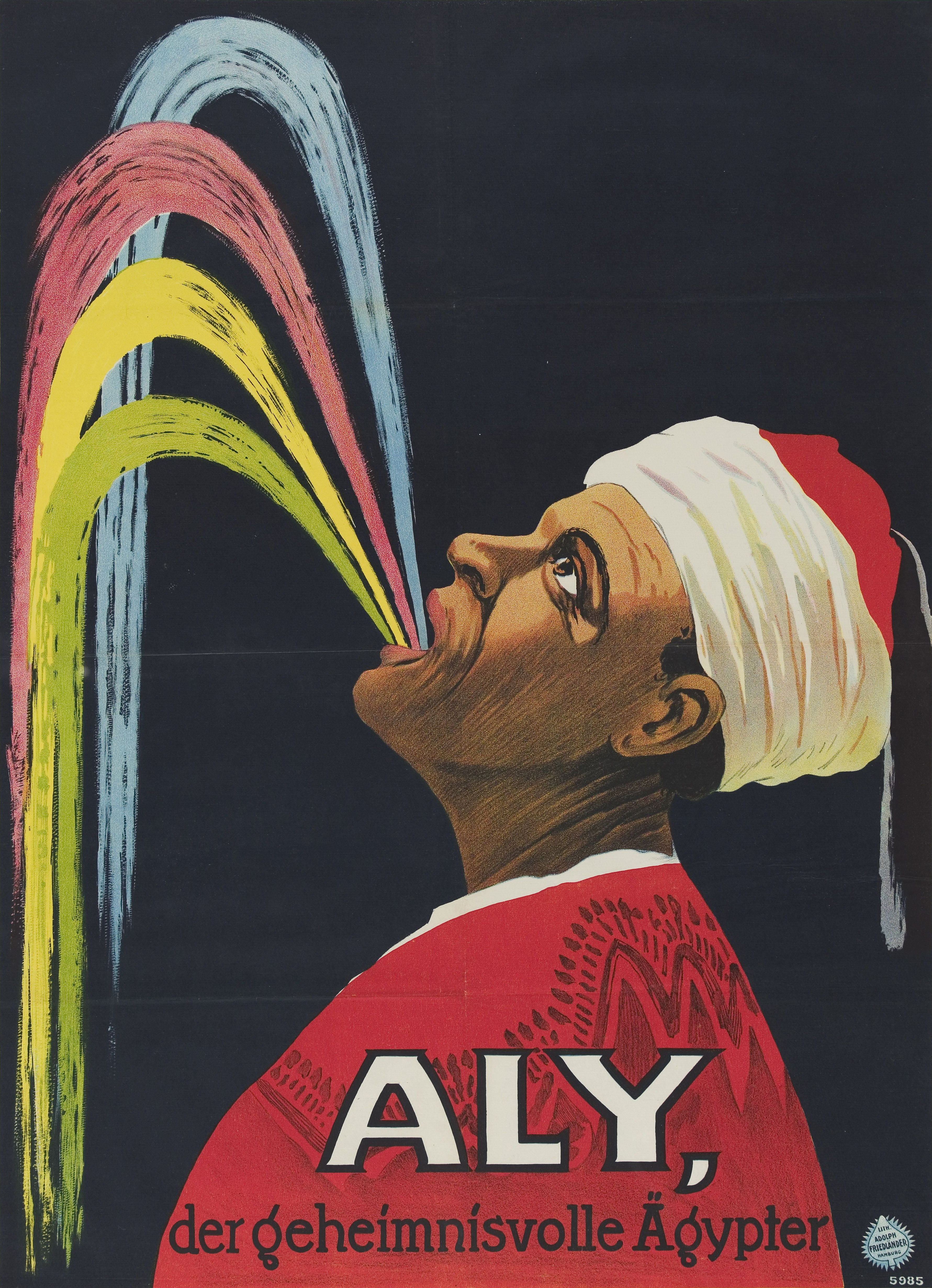
علی، مصری مرموز، نام این پوستر آلمانی‌زبان است که به معرفی حاجی علی، هنرمند اجراگر مصری می‌پردازد.

حاجی علی (زاده ۱۸۸۸ یا ۱۸۹۲ - درگذشته ۱۹۳۷) هنرمند مصری‌تبار مقیم آمریکا بود که در زمینه وودویل فعالیت داشت. وی به خاطر مهار و کنترل قی و پس‌زنش مایعات درون دهان مشهور بود. شاهکار او آبفشانی و فواره‌بازی از طریق دهان و بلعیدن دود و اشیاء خارجی انتخاب شده توسط مخاطبین بود. حاجی علی بازی با آتش از طریق دهان را به خوبی اجرا می‌کرد.